# Bandera de Ámsterdam

Bandera de Ámsterdam

La bandera de Amsterdam es la bandera oficial de la ciudad holandesa de Ámsterdam. El diseño actual de la bandera muestra tres cruces de San Andrés blancas en una franja negra sobre fondo rojo y se basa en el escusón del escudo de Ámsterdam.

## Significado
Los colores de la bandera se derivan principalmente del escusón del escudo de Ámsterdam. Según el gobierno de la ciudad, su origen podría remontarse al escudo de armas de la familia Persijn, que una vez poseía una gran extensión de tierra en la capital. Estos colores, así como las cruces, se pueden ver en las banderas de Ouder-Amstel y Amstelveen.
La popular leyenda de que las tres cruces de San Andrés estaban destinadas a protegerse del fuego, las inundaciones y la Peste negra es infundada, ya que el uso de tres cruces de San Andrés por parte de familias nobles en el área precede a la llegada de la Peste negra en Europa.
En los escudos de armas de otras dos ciudades holandesas, Dordrecht y Delft, la franja central simboliza el agua. En lo que respecta a Ámsterdam, esta franja negra se convierte en el río Ámstel. Esta podría ser la razón por la que otras referencias afirman que las tres cruces representan tres lugares transitables en el río Ámstel. 

## Historia
La bandera fue adoptada oficialmente el 5 de febrero de 1975, aunque ya estaba siendo usada antes de esta fecha. Antes de su adopción oficial también hubo un uso no oficial de una bandera con el escudo de la ciudad en medio de un tricolor horizontal rojo-blanco-negro. Este diseño ya estaba en uso en el siglo XVII, pero en la historia de Ámsterdam, también se usaron otros diseños en los colores rojo, negro y blanco. A veces, las tres cruces de San Andrés se colocaron en la franja blanca de la bandera nacional holandesa.

## Simbolismo
El significado de las cruces es desconocido, pero los historiadores suponen que se deriva del escudo de armas de la familia Persijn (el Sr. Jan Persijn es mencionado como fundador de "ese lugar", el actual Dam).  Otras posesiones de esta familia, Amstelveen y Ouder-Amstel (Duivendrecht y Ouderkerk aan de Amstel) llevan escudos de armas similares derivados del escudo de armas de la familia.
También se dice que las cruces representan las tres plagas que han azotado Ámsterdam, a saber, el agua, el fuego y la peste. Las tres cruces se pueden encontrar en todo tipo de edificios, en muchos logotipos y también en los Amsterdammertjes. Otra teoría es que las tres cruces representan tres fiordos en el Amstel.

## Usos
Ajax, un equipo de fútbol con sede en Ámsterdam que juega en la primera división holandesa, usa la bandera de Ámsterdam como el brazalete de su capitán.